# Mathilde Fouqué
Mathilde Fouqué, née à Nice et connue sous le pseudonyme mathildestudy, est une créatrice de contenu française, vidéaste web et autrice spécialisée dans l'éducation et les méthodes de révision. Elle est l'une des principales représentantes du mouvement studygram en France,,.

## Biographie

### Origines et formation
Mathilde Fouqué naît à Nice et suit sa scolarité entre Nice et Antibes. Elle obtient son brevet mention très bien au collège Roustan, à l'époque où elle commence ses activités sur les réseaux sociaux. Au lycée Audiberti d'Antibes, elle suit les spécialités mathématiques, physique-chimie et sciences économiques et sociales.
Elle obtient son baccalauréat mention très bien avec un 20/20 en mathématiques. Bien qu'elle aspirait initialement à intégrer une classe préparatoire aux grandes écoles, elle change d'avis pour intégrer l'ISCOM, une école de communication à Paris.

### Débuts sur les réseaux sociaux
Mathilde Fouqué commence son activité sur les réseaux sociaux alors qu'elle est en classe de troisième en 2019. Elle découvre le studygram grâce à sa mère qui avait vu un article sur cette tendance et lui avait suggéré d'essayer, sachant qu'elle aimait dessiner. Elle propulse ainsi en France la tendance studygram, partageant dans un premier temps ses fiches colorées sur Instagram,.

## Carrière professionnelle

### Réseaux sociaux et contenu éducatif
Mathilde Fouqué se développe progressivement sur différents réseaux sociaux pour devenir une référence de l'éducation pour les jeunes qui passent leurs examens. Elle consacre entre 15 minutes et une heure par fiche selon la complexité, certaines fiches élaborées pouvant nécessiter plusieurs heures de travail étalées sur une semaine.
En 2021, elle intègre l'agence Intello fondée par Gaspard G,.

### Projets audiovisuels et médiatiques
En 2024, elle est en tête d'affiche de la nouvelle série de France Télévisions TakTik pour leur plateforme éducative Lumni, s'imposant comme le nouveau visage de l'éducation.
En 2025, elle effectue une immersion avec des lycéens étrangers du Mexique, Finlande et Sénégal où elle en tire un documentaire intitulé Pluriel.

### Engagement
Mathilde s'engage contre la réforme du Pass Culture. Le dispositif, réduit de 300 à 150 euros pour les 18 ans en 2025, avec suppression des 50 euros pour les 15-16 ans, suscite une forte mobilisation. Les pétitions totalisent environ 120 000 signatures, témoignant de l'inquiétude face à cette restriction d'accès à la culture.

## Distinctions
En décembre 2024, Mathilde Fouqué remporte le TikTok Awards dans la catégorie Éducation,, distinction qui reconnaît son impact dans le partage des connaissances et son engagement éducatif.